# Taltamaya
Taltamaya är en ort i Mexiko.   Den ligger i kommunen Chiconamel och delstaten Veracruz, i den sydöstra delen av landet, 220 km norr om huvudstaden Mexico City. Taltamaya ligger 103 meter över havet och antalet invånare är 172.
Terrängen runt Taltamaya är platt åt nordost, men åt sydväst är den kuperad. Terrängen runt Taltamaya sluttar norrut. Runt Taltamaya är det ganska tätbefolkat, med 108 invånare per kvadratkilometer. Närmaste större samhälle är Huejutla de Reyes, 14,7 km söder om Taltamaya. Trakten runt Taltamaya består till största delen av jordbruksmark.